# Front du Don
Le front du Don est une unité militaire soviétique de la Grande Guerre patriotique.

## Formation
Il s’agit du nom donné à l’ancien front de Stalingrad à partir du 30 septembre 1942, c'est un des trois fronts qui participent à la contre offensive soviétique lors de la bataille de Stalingrad.
Initialement les positions du front barrent l'isthme Don - Volga et comprennent une tête de pont sur la rive droite du Don.
Lors de sa formation il a pour commandant le général Constantin Rokossovski, qui remplace Gordov ancien chef du front de Stalingrad, et pour chef d'état major Mikhaïl Malinine.

## Historique opérationnel

### Les offensives de Kotlouban
Malgré des moyens inadaptés et un terrain difficile pour les assaillants, il lance régulièrement au cours de la bataille des offensives sur le flanc nord de la VI. Armee (autour de Kotlouban) pour alléger la pression qu'elle fait subir à la 62e armée encerclée dans Stalingrad. Si les résultats obtenus quant aux gains territoriaux sont à peu près inexistants, ces offensives fixent deux corps d'armée allemands (VIII. Armeekorps et XIV. Panzerkorps) et les empêchent de participer significativement à l'assaut sur la ville.

### L'opération Uranus
Lors de l’opération Uranus la mission du front du Don est de bloquer la VIe armée du général Paulus dans la ville de Stalingrad pendant que le front de Stalingrad (ex front du sud est) au sud et le front du sud ouest repoussent les forces de l’Axe le plus à l’ouest possible (opération Uranus et opération Saturne).

### L'opération Koltso
Après la contre offensive du 19 novembre 1942, l'opération Uranus, qui permet d'encercler la VI. Armee entre le Don et la Volga, le front est chargé de la liquidation de la poche : l'opération Koltso. Celle-ci durera près de deux mois et demi, car les Soviétiques pensaient ne faire face qu'aux dix divisions opérant dans la ville, alors que la VI. Armee avait regroupé ses 22 divisions de façon à résister jusqu'à l'arrivée des renforts allemands censés briser l'encerclement (opération Wintergewitter).
Le 15 février 1943, quelques jours après la reconquête de Stalingrad, le front du Don devient le front central.

## Composition
Lors de sa formation, fin septembre 1942, il comprend les armées situées dans l'isthme entre le Don et la Volga ainsi que la tête de pont de Kremenskaïa à l'ouest du Don, sur le flanc nord des troupes allemandes qui assiègent Stalingrad, c'est-à-dire d'est en ouest :
- 66e armée (en) (A.S. Jadov)
- 24e armée (I.V. Galanine)
- 65e armée (P.I. Batov)

Soutenues par la 16e Armée aérienne (S. Roudenko)
L'aile ouest de l'ancien front de Stalingrad est confiée au front du sud ouest du général Vatoutine dont la création est tenue secrète jusqu’à la fin d’octobre 1942, cette réorganisation est effectuée dans le cadre de la préparation de l’opération Uranus.
À partir de décembre 1942, pour la liquidation de la poche de Stalingrad, le front du Don prend en charge l'ensemble des unités encerclant la ville c'est-à-dire (dans le sens des aiguilles d'une montre):
- 24e armée.
- 66e armée (en).
- 62e armée.
- 64e armée.
- 57e armée.
- 21e armée.
- 65e armée.

Toujours soutenues par que la 16e armée aérienne.

## Commandants
- du 30 septembre 1942 : Général Rokossovski